# 憲制性法律

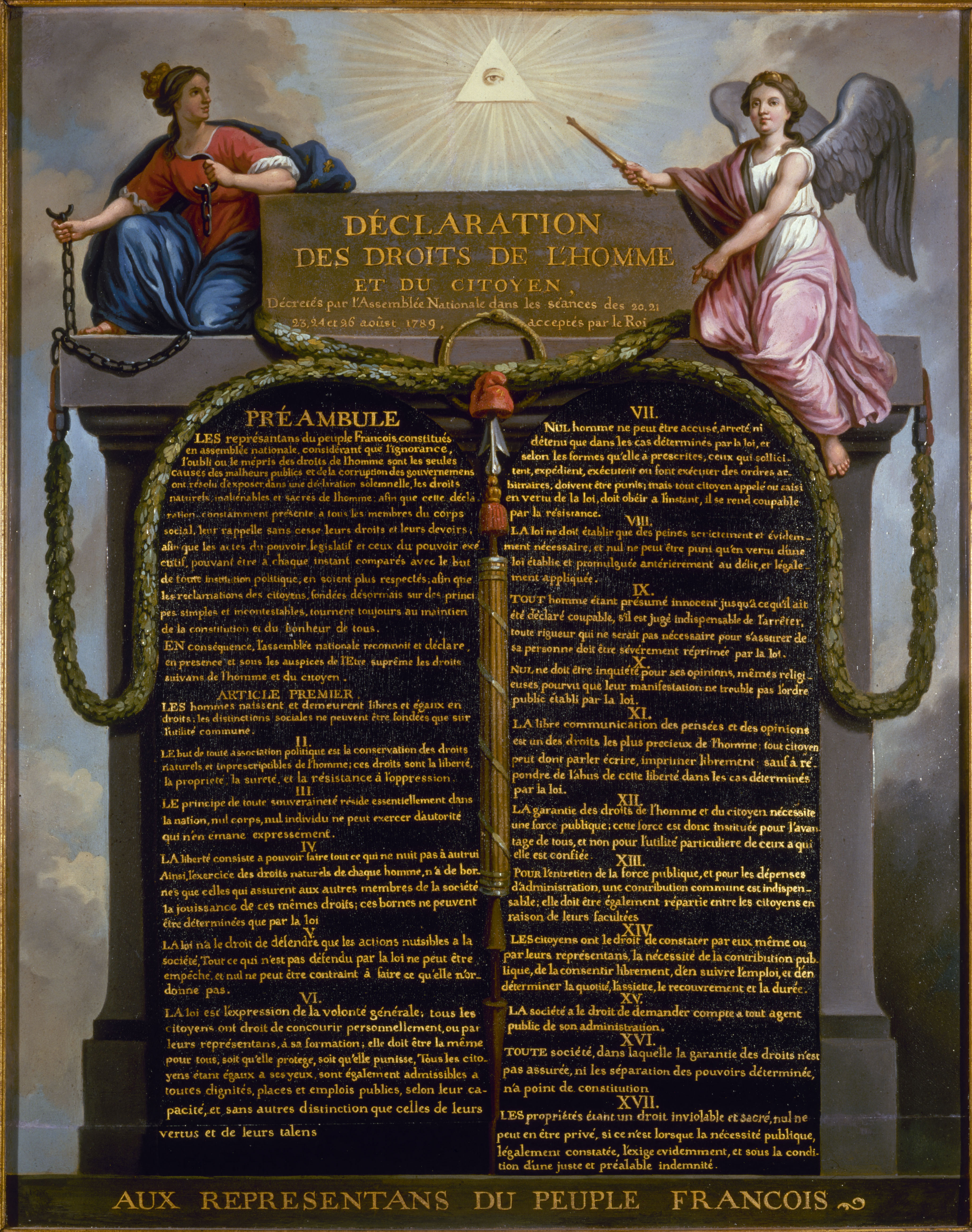
法國人权和公民权宣言中的原則有憲法層級的價值

憲制性法律（英語：Constitutional law）是國家定義其行政机构、立法机构及司法機構之間關係的法律，其名稱可能是宪法、基本法或是其他的名稱。
不是所有民族國家都有宪法，不過都會有公共法，其中會包括各種命令或是協商後形成的規則。其中可能包括習慣法、風俗、成文法、判例法或是国际法等。憲制性法律處理政府行使其權力的基本原則。有時其中也會列出政府所擁有的特殊權力，例如向人民徵稅以及給予人民相關的福利。憲制性法律有時也會限制政府的權力，例如禁止在無適當理由的情形下拘捕人民。
在包括美國、印度、新加坡在內的許多國家，憲制性法律是基於國家成立時所核可的文件。其他國家（例如英國）的憲制性法律（「英国宪法」）會以非成文的原則（如憲政慣例）為基礎，這些在憲制性法律中有不同的地位，有些憲政慣例的內容也可能有爭議。

## 國家以及法律結構
憲制性法律中決定了如何立法來執行政府權力。其中也說明了在此國家內，行政、立法及司法單位以及國家主權之間的關係。憲制性法律中的一個重要工作就是說明權力的階層以及關係。例如，在单一制國家，憲制性法律會將最終權力賦與中央的行政機關、立法機關以及司法機關，不過這些機關也會向地方機關下放權力或是職權。若憲制性法律所建立的是联邦制國家，法律中會說明有多層政府並存，在立法、行政以及司法上如何分工或是共享權力。有些联邦制（例如美國）國家會有平行的聯邦法院以及各州法院．各州也會有最高法院。印度也是联邦制國家，則將法院分為地方法院、高等法院以及印度最高法院。